# Beatrice di Rethel
Beatrice di Rethel (1135 circa – 30 marzo 1185) fu la terza moglie di Ruggero II di Sicilia e pertanto regina consorte di Sicilia, dal 1151 al 1154.

## Biografia
Beatrice era figlia di Gunther (chiamato anche Ithier), conte di Rethel, e di Beatrice di Namur. Suo padre, conte di Rethel dal 1158 al 1171, era figlio di Eudes di Vitry e di Matilda, ultima regnante della prima casa regnante di Rethel, entrambi coregnarono fino alla morte di Matilda avvenuta nel 1151, poi Eudes di Vitry regnò da solo fino alla sua morte, avvenuta nel 1158. La discendenza maschile di Eudes e di Matilda diede origine alla seconda casa regnante di Rethel.
Dal matrimonio di Beatrix di Rethel e Ruggero II di Sicilia avvenuto nel 1151, nacque solo una figlia, Costanza, conosciuta anche come Costanza d'Altavilla, nata il 2 novembre 1154, quando suo padre era già morto, che divenne regina di Sicilia e moglie dell'imperatore Enrico VI di Svevia.

## Discendenza
Costanza d'Altavilla divenne regina di Sicilia il 25 dicembre 1194 e dal 1197 regnò per un anno, fino alla morte. Costanza d'Altavilla fu la madre dell'imperatore Federico II di Svevia.

## Ascendenza
|                          |                      |                          | Genitori                 |  |  | Nonni |  |  | Bisnonni |  |  | Trisnonni |  |
|                          |                      |                          |                          |  |  |       |  |  | …        |  |  | …         |  |
|                          |                      |                          |                          |  |  |       |  |  | …        |  |  | …         |  |
|                          |                      | …                        |                          |  |  |       |  |  | …        |  |  |           |  |
| Eudes di Vitry           |                      |                          |                          |  |  |       |  |  | …        |  |  |           |  |
|                          |                      | …                        | …                        |  |  |       |  |  |          |  |  |           |  |
|                          |                      | …                        | …                        |  |  |       |  |  |          |  |  |           |  |
|                          |                      | …                        | …                        |  |  |       |  |  |          |  |  |           |  |
| Gunther di Rethel        |                      | …                        |                          |  |  |       |  |  |          |  |  |           |  |
|                          |                      | …                        | …                        |  |  |       |  |  |          |  |  |           |  |
|                          |                      | …                        | …                        |  |  |       |  |  |          |  |  |           |  |
|                          |                      | …                        | …                        |  |  |       |  |  |          |  |  |           |  |
| Matilde di Rethel        |                      | …                        |                          |  |  |       |  |  |          |  |  |           |  |
|                          |                      | …                        | …                        |  |  |       |  |  |          |  |  |           |  |
|                          |                      | …                        | …                        |  |  |       |  |  |          |  |  |           |  |
|                          |                      | …                        | …                        |  |  |       |  |  |          |  |  |           |  |
| Beatrice di Rethel       |                      | …                        |                          |  |  |       |  |  |          |  |  |           |  |
|                          | Alberto III di Namur | Alberto II di Namur      |                          |  |  |       |  |  |          |  |  |           |  |
|                          | Alberto III di Namur | Alberto II di Namur      |                          |  |  |       |  |  |          |  |  |           |  |
|                          | Alberto III di Namur | Regelinda                |                          |  |  |       |  |  |          |  |  |           |  |
| Goffredo I di Namur      | Alberto III di Namur |                          |                          |  |  |       |  |  |          |  |  |           |  |
|                          |                      | Ida di Sassonia          | Bernardo II di Sassonia  |  |  |       |  |  |          |  |  |           |  |
|                          |                      | Ida di Sassonia          | Bernardo II di Sassonia  |  |  |       |  |  |          |  |  |           |  |
|                          |                      | Ida di Sassonia          | Eilika di Schweinfurt    |  |  |       |  |  |          |  |  |           |  |
| Beatrice di Namur        |                      | Ida di Sassonia          |                          |  |  |       |  |  |          |  |  |           |  |
|                          |                      | Enrico IV di Lussemburgo | Goffredo I di Namur      |  |  |       |  |  |          |  |  |           |  |
|                          |                      | Enrico IV di Lussemburgo | Goffredo I di Namur      |  |  |       |  |  |          |  |  |           |  |
|                          |                      | Enrico IV di Lussemburgo | Ermesinda di Lussemburgo |  |  |       |  |  |          |  |  |           |  |
| Ermesinda di Lussemburgo |                      | Enrico IV di Lussemburgo |                          |  |  |       |  |  |          |  |  |           |  |
|                          |                      | Agnese di Gheldria       | Enrico I di Gheldria     |  |  |       |  |  |          |  |  |           |  |
|                          |                      | Agnese di Gheldria       | Enrico I di Gheldria     |  |  |       |  |  |          |  |  |           |  |
|                          |                      | Agnese di Gheldria       | Agnese d'Arnstein        |  |  |       |  |  |          |  |  |           |  |
|                          |                      | Agnese di Gheldria       |                          |  |  |       |  |  |          |  |  |           |  |